# Azkuna Zentroa
El Azkuna Zentroa (denominación oficial; traducción en castellano: Centro Azkuna), anteriormente Alhóndiga Bilbao, es un antiguo almacén de vino ubicado en la villa de Bilbao (Vizcaya, España), reconvertido en centro de ocio y cultura.
Edificado entre 1905 y 1909 según proyecto de Ricardo Bastida, supuso la afirmación de una nueva idea de edificio en cuanto a su implantación, al ubicarse sobre el nuevo trazado de ciudad que nacía en esa época, ocupando la totalidad de una de las manzanas del Ensanche de la Villa; y en cuanto a su construcción, dado el empleo de técnicas novedosas desde el punto de vista estructural, siendo uno de los primeros ejemplos de arquitectura pública en hormigón armado.
El edificio, además de cumplir los requerimientos de orden funcional para los que fue diseñado, transciende del mero carácter de almacén para insertarse en la trama del ensanche como un elemento con vocación de conformar ciudad. Esta dualidad del planteamiento es patente en el mismo, pudiéndose identificar los elementos que atienden a cada uno de los aspectos reseñados.
En el año 1919 sufrió un incendio y posterior restauración. Clausurado por largo tiempo, en la década de los años 1980 se barajó su adaptación como centro cultural con la participación de Jorge Oteiza. Este proyecto se frustró y poco después emergía uno alternativo en Bilbao, el del Museo Guggenheim, lo que motivó las críticas de Oteiza y una controversia que solo se apagó ante el inusitado éxito del nuevo museo.
Finalmente, la Alhóndiga fue reformada como centro cívico polivalente, con la intervención del diseñador Philippe Starck y fue inaugurada el 18 de mayo de 2010.
El 10 de diciembre de 2014, el alcalde en funciones Ibon Areso dio a conocer que el centro de ocio y cultura Alhóndiga pasaría a denominarse centro Iñaki Azkuna en reconocimiento del que fue alcalde de Bilbao durante más de tres legislaturas. Finalmente, el 16 de marzo de 2015 pasó a denominarse oficialmente Azkuna Zentroa.

## Edificio original de Ricardo Bastida

### Interior
El interior presenta una configuración diáfana en la que se une el indudable atractivo de la posibilidad de experimentar la totalidad del espacio correspondiente a una manzana del ensanche, con el rigor geométrico que la estructura posee, el cual propicia notables percepciones del espacio por ella modulado. Los pórticos de hormigón armado (La Alhóndiga fue uno de los primeros edificios realizados con esta técnica en Vizcaya), presentan una reiterativa modulación que se altera ligeramente en las zonas en que diversas necesidades de tipo funcional lo demandan. Las calles de circulación por el interior de las plantas baja y sótano, asociadas en vertical a grandes huecos de los forjados superiores para propiciar la iluminación del conjunto, crean zonas de ruptura de la trama estructural. La razón de ser de la misma, por tanto, hay que buscarla en la adaptación funcional al uso para la que fue proyectada, siendo este, en consecuencia, un aspecto a considerar preferentemente en la valoración del edificio. La limpieza y contundencia de la estructura existente, no obstante, terminan por caracterizar espacialmente el interior del mismo.

### Exterior

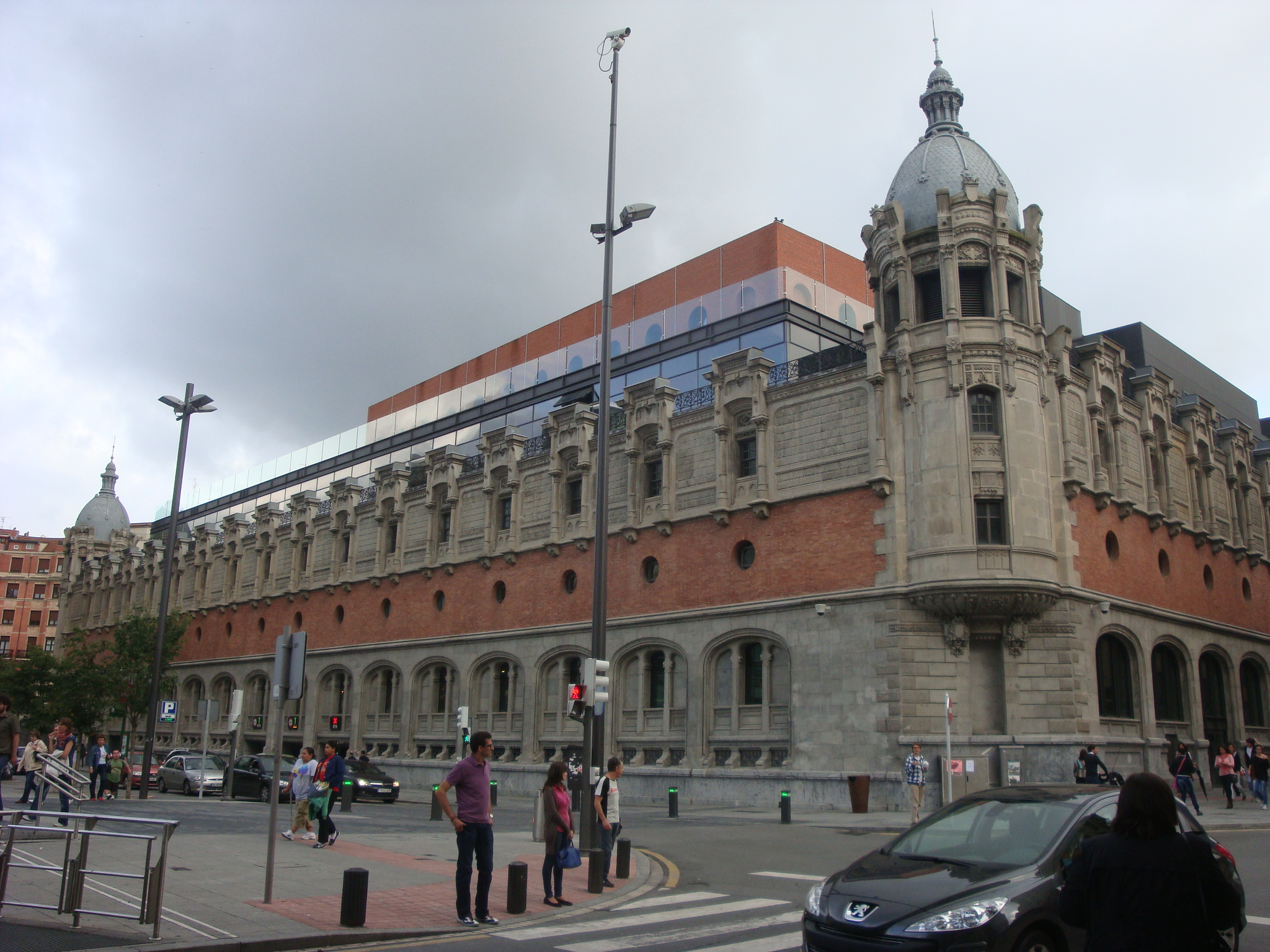
Exterior.

Exteriormente, el edificio está dotado de una indudable monumentalidad y presenta condiciones evidentes para su consideración como elemento relevante, siendo la particular concepción de sus fachadas clave de la relación del edificio con el resto de la ciudad y factor determinante en la cualificación a realizar del mismo desde las más diversas ópticas. La valoración en cuanto a imagen exterior del edificio cabe realizarse desde dos niveles distintos, derivados de su relación con el entorno próximo y la materialidad de su asentamiento sobre el terreno, por un lado, y como unidad edificada dentro del conjunto de las del ensanche, por otro. El edificio muestra los imperativos que se desprenden de la resolución de su programa funcional, presentando, dentro de la homogeneidad de su imagen, soluciones matizadas en su planta baja a lo largo de todo el perímetro, en el encuentro con los viales circundantes en función de las cotas altimétricas de estos y la necesidad de acceso al interior del edificio.
En una visión más global ofrece una singular imagen que lo identifica claramente como edificio singular frente a los inmuebles circundantes, mayoritariamente residenciales, mediante la resolución de su fachada con determinados resortes compositivos que sugieren un uso industrial del edificio, por un lado, y muestran un carácter claramente urbano, por otro. La utilización de distintos materiales y criterios decorativos dispuestos en franjas horizontales y los ventanales ornamentados como remate superior de los alzados marcan un criterio constante en la cualificación de su perímetro construido, el cual presenta, no obstante, una nota de enfatización derivada de una condición sensible a su inserción en el ensanche: la utilización, precisamente en los puntos singulares creados por la propia trama urbana, de torreones de remate allí donde el paño continuo de fachada gira -las esquinas- configurándose, además, un frente característico hacia la plaza de Arriquíbar.

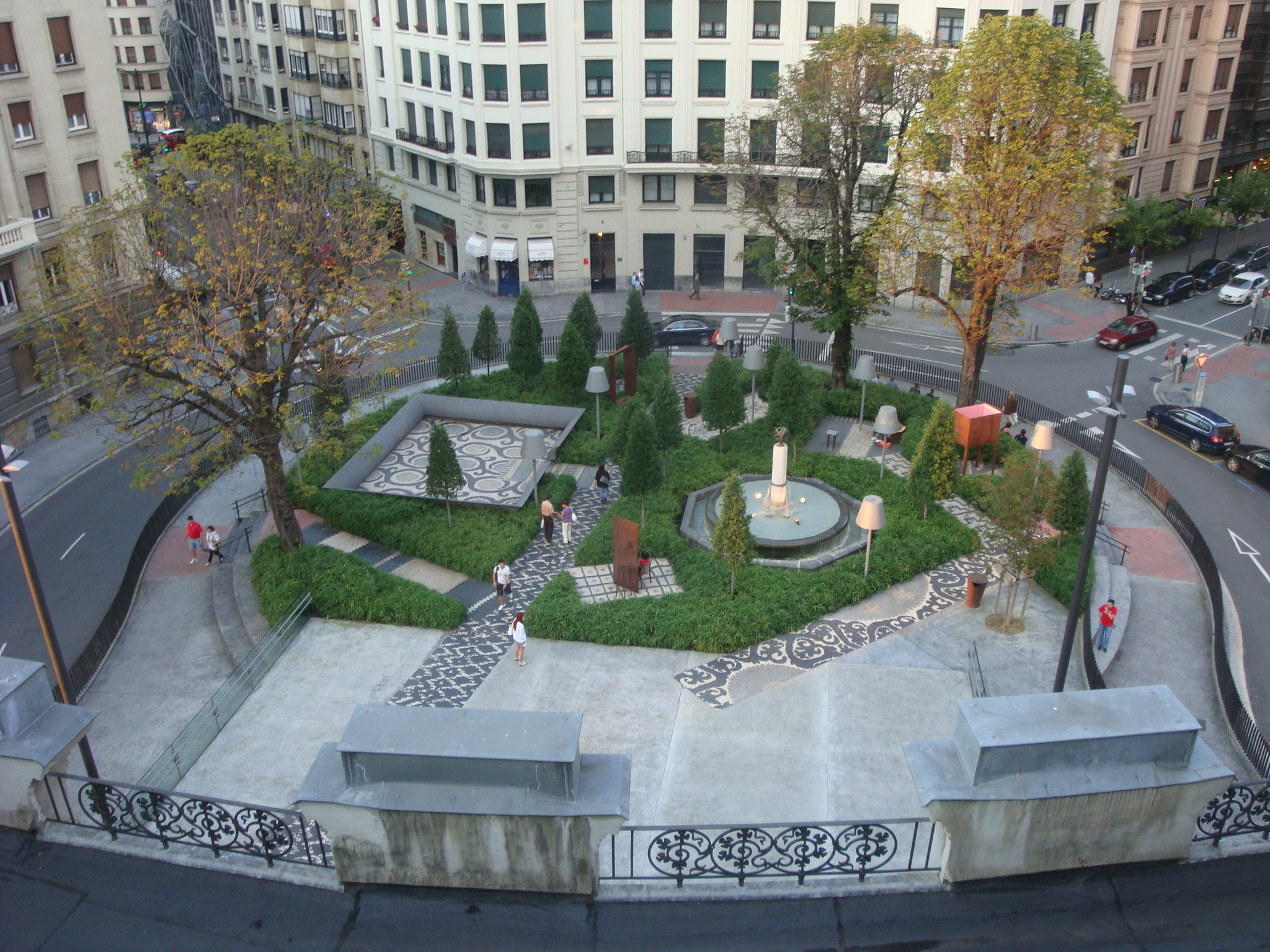
Vista de la Plaza Arriquíbar, puerta de acceso al Azkuna Zentroa.

La cubierta es plana y en ella se sitúan grandes lucernarios, ubicados sobre las calles de circulación interior, resueltos mediante planos inclinados sobre estructura metálica.
Los distintos usos acogidos en el edificio desde su cierre como alhóndiga han originado alteraciones en la configuración original del edificio; la más notable, en lo que al exterior del edificio se refiere, el rasgado de dos huecos de planta baja en el frente a Alameda de Urquijo. Previamente, en fecha no determinada, los remates de herrería situados sobre la cornisa, entre las coronaciones de los frentes de ventanas de la planta superior, fueron sustituidos por paños de ladrillo cara vista que alteran la primitiva percepción de dichas coronaciones, recortadas sobre el cielo, y restan singularidad compositiva al lienzo de muro de primera planta, único elemento del edificio resuelto en ese mismo material. Existen, además, multitud de desperfectos puntuales en elementos de fachada derivados de pequeñas actuaciones habidas a lo largo de la vida del edificio.

## Rehabilitación de Philippe Starck
La Alhóndiga de Bilbao, antiguo almacén de vinos de un siglo de antigüedad, ha sido reconvertida en centro cultural de la mano del diseñador francés Philippe Starck tras una inversión de 75 millones de euros. 
Las obras comenzaron en mayo de 2001 con la demolición de la estructura interior, respetándose la fachada y la crujía que la sujeta. En el interior se han construido tres cubos forrados de ladrillo y suspendidos sobre 43 columnas diferentes.
Su superficie, de un total de 43.000 metros cuadrados, cuenta con 8 salas de cine, auditorio, biblioteca (Mediateka), sala de exposiciones, gimnasio, piscina, tienda, restaurantes y aparcamiento subterráneo. Ha otorgado además becas a la creación juvenil como la AlhóndigaKomik.

## Galería de imágenes

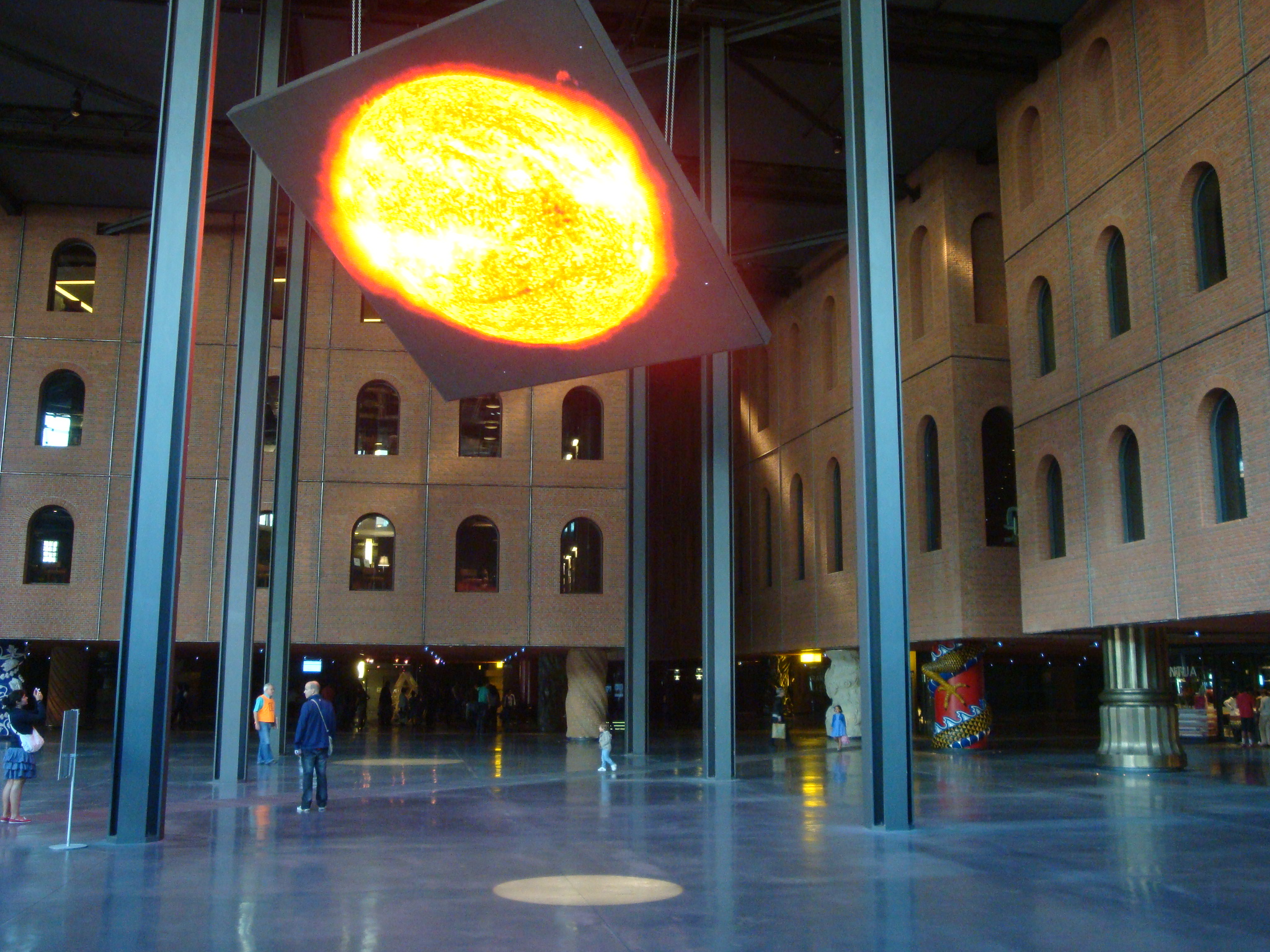
Detalle Sol central
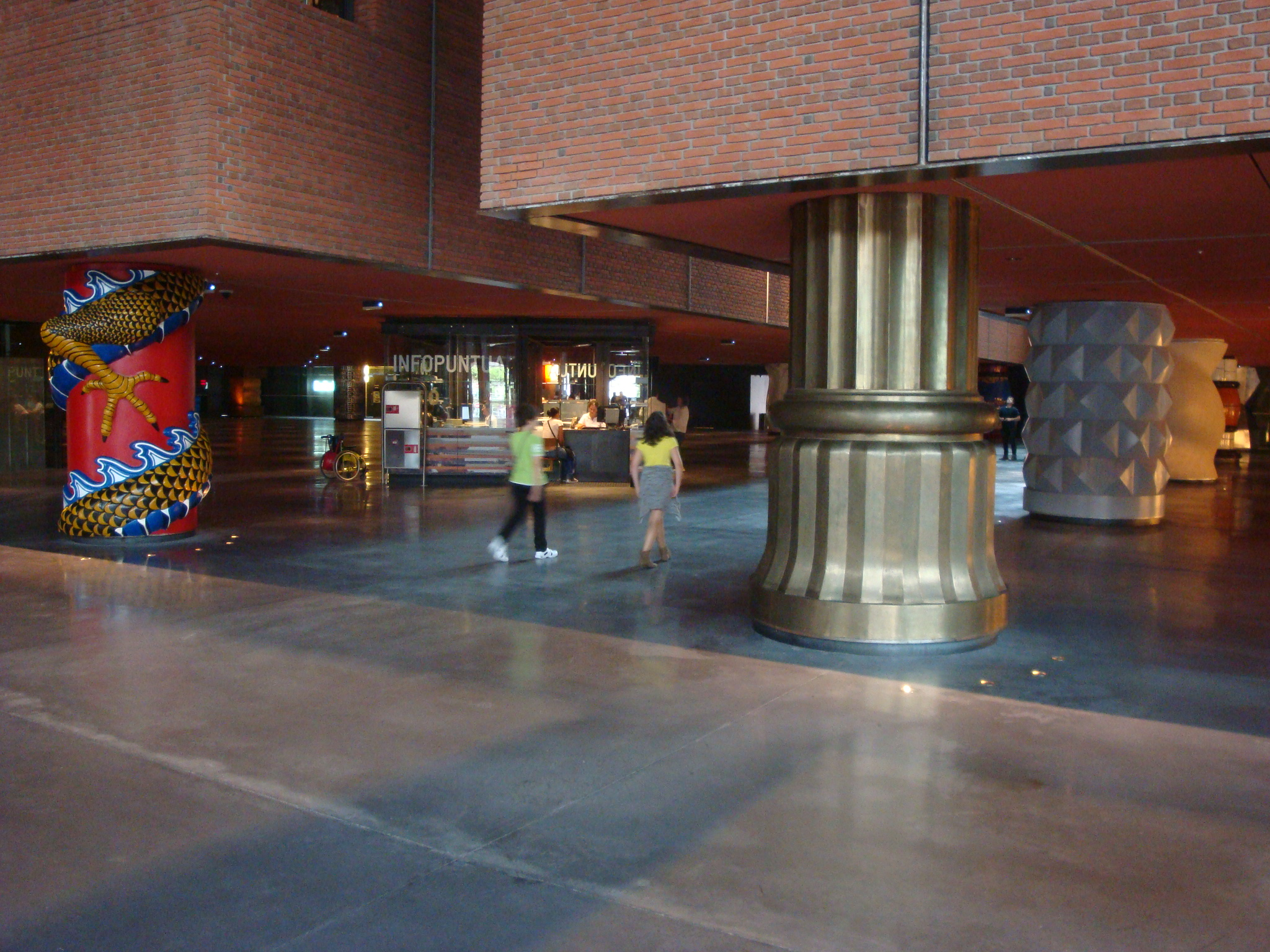
Detalle columnas
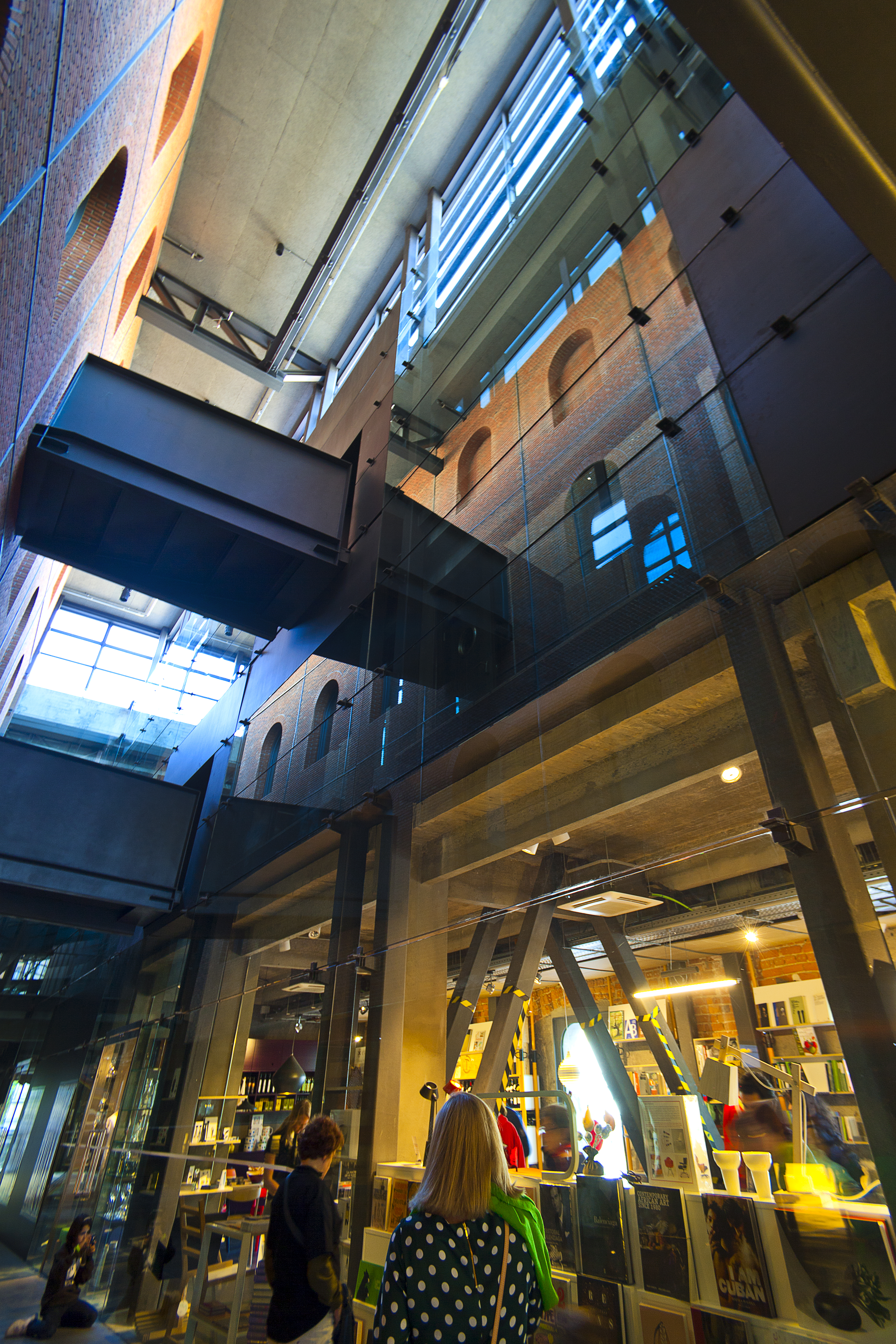
Librería
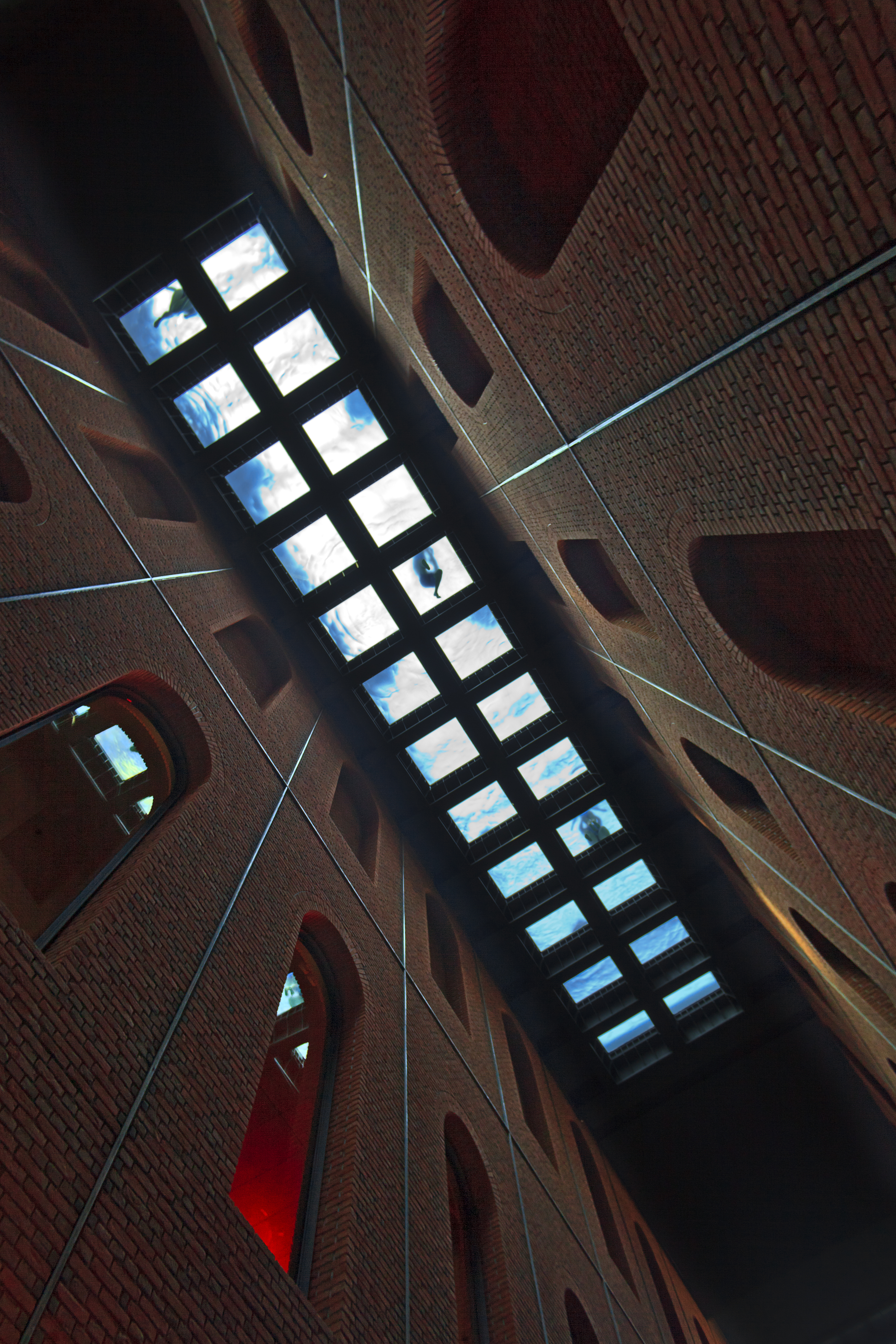
Techo / Suelo Piscina
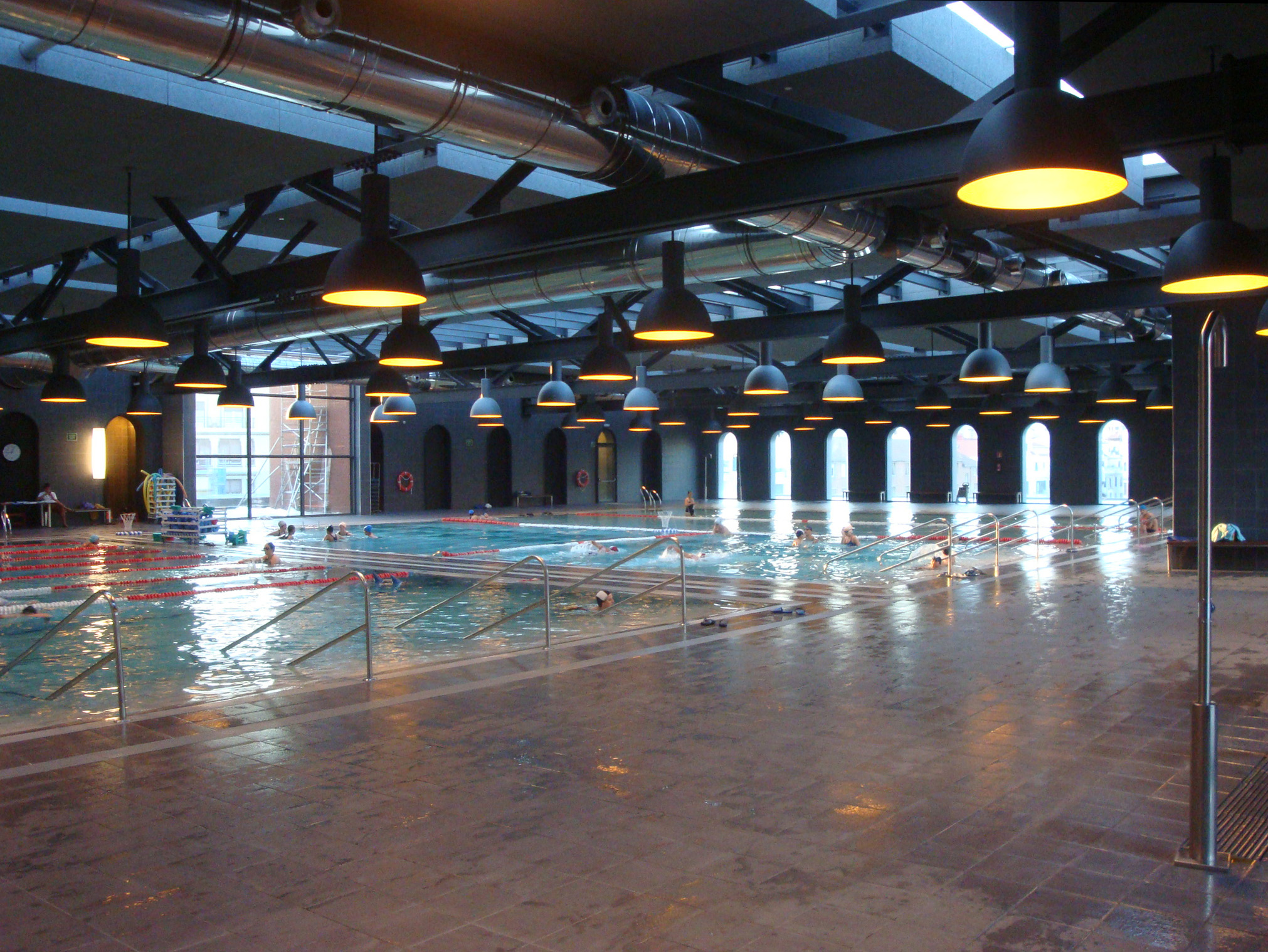
Piscinas
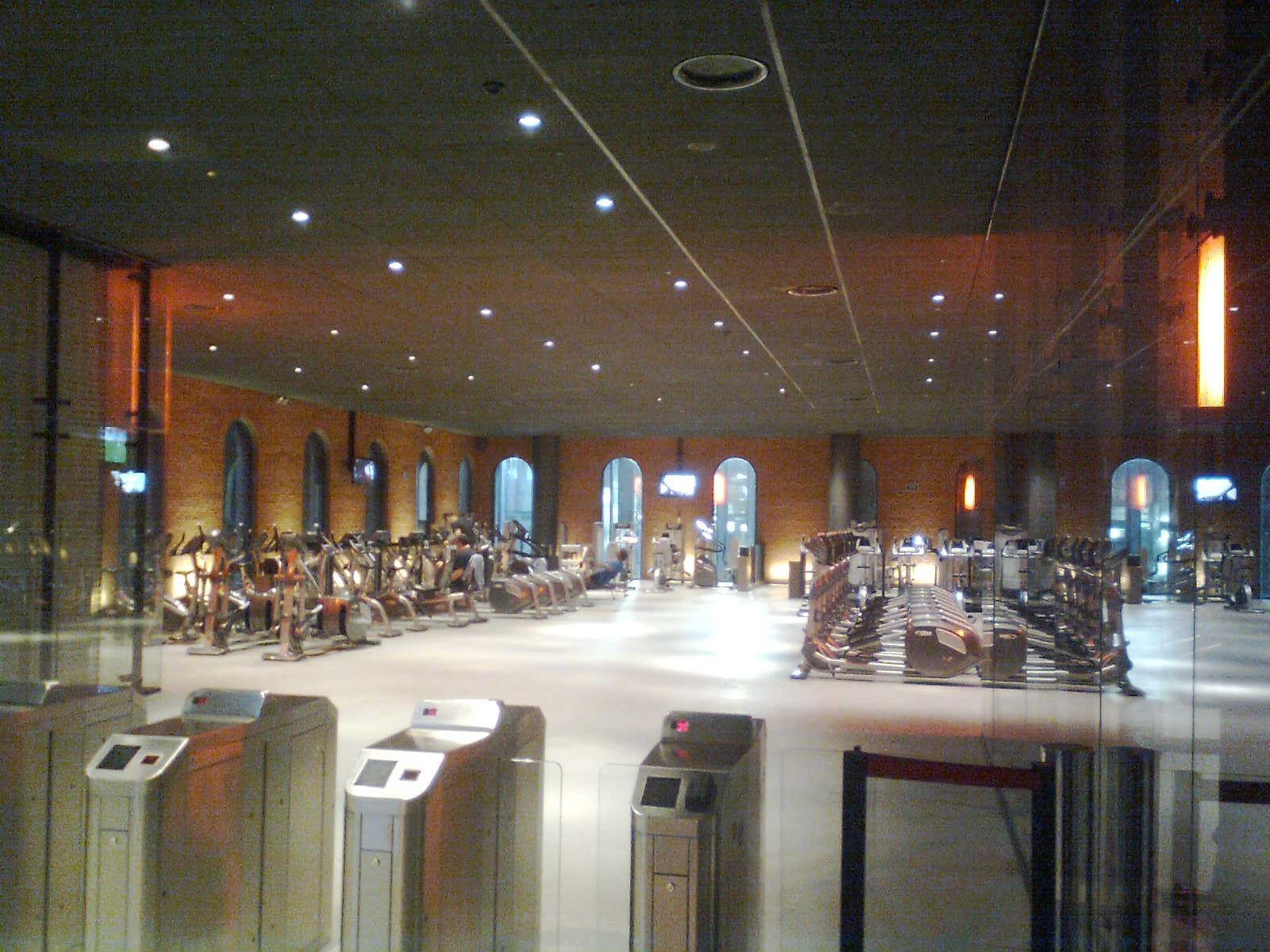
Gimnasio
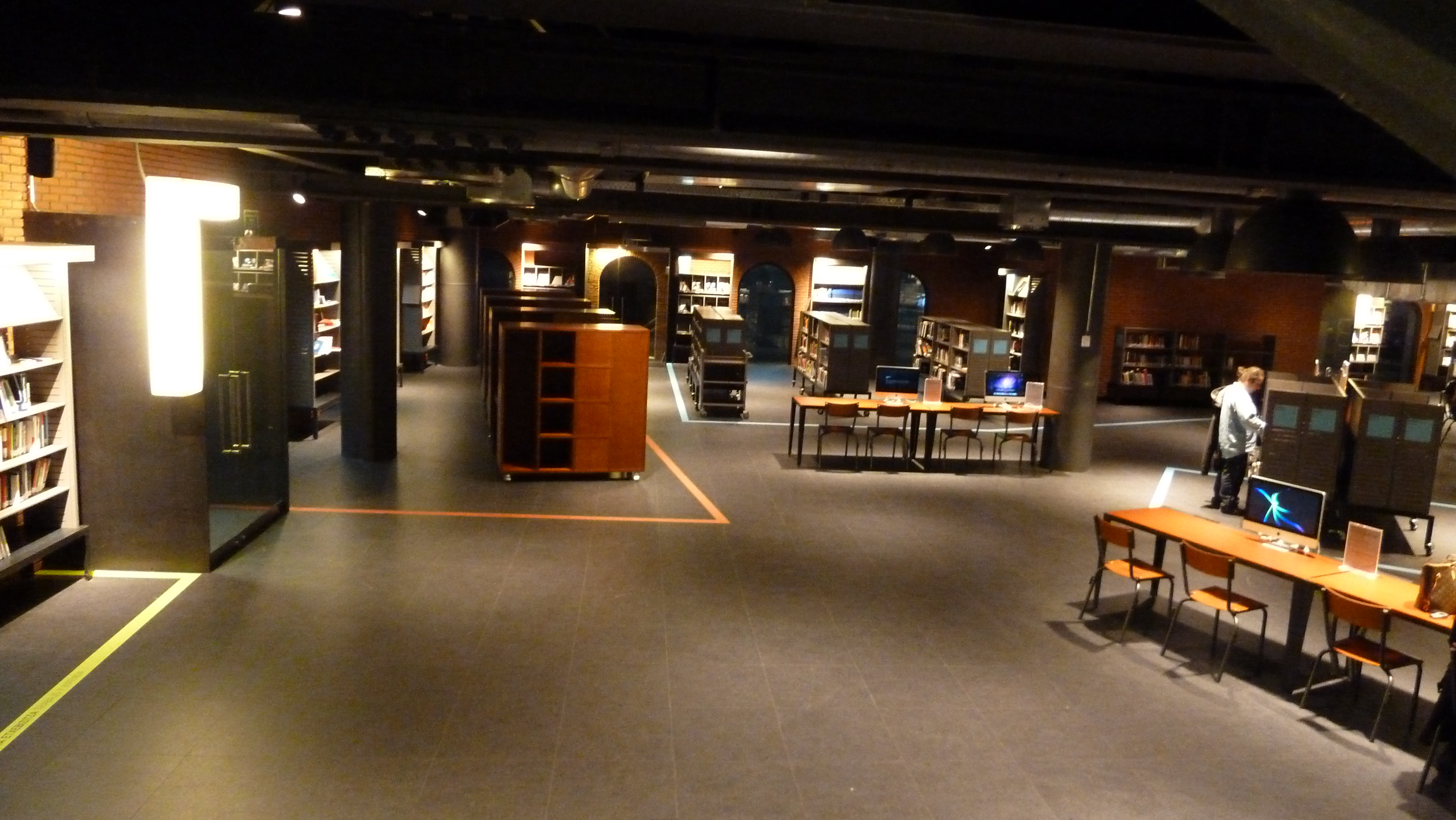
Mediateka
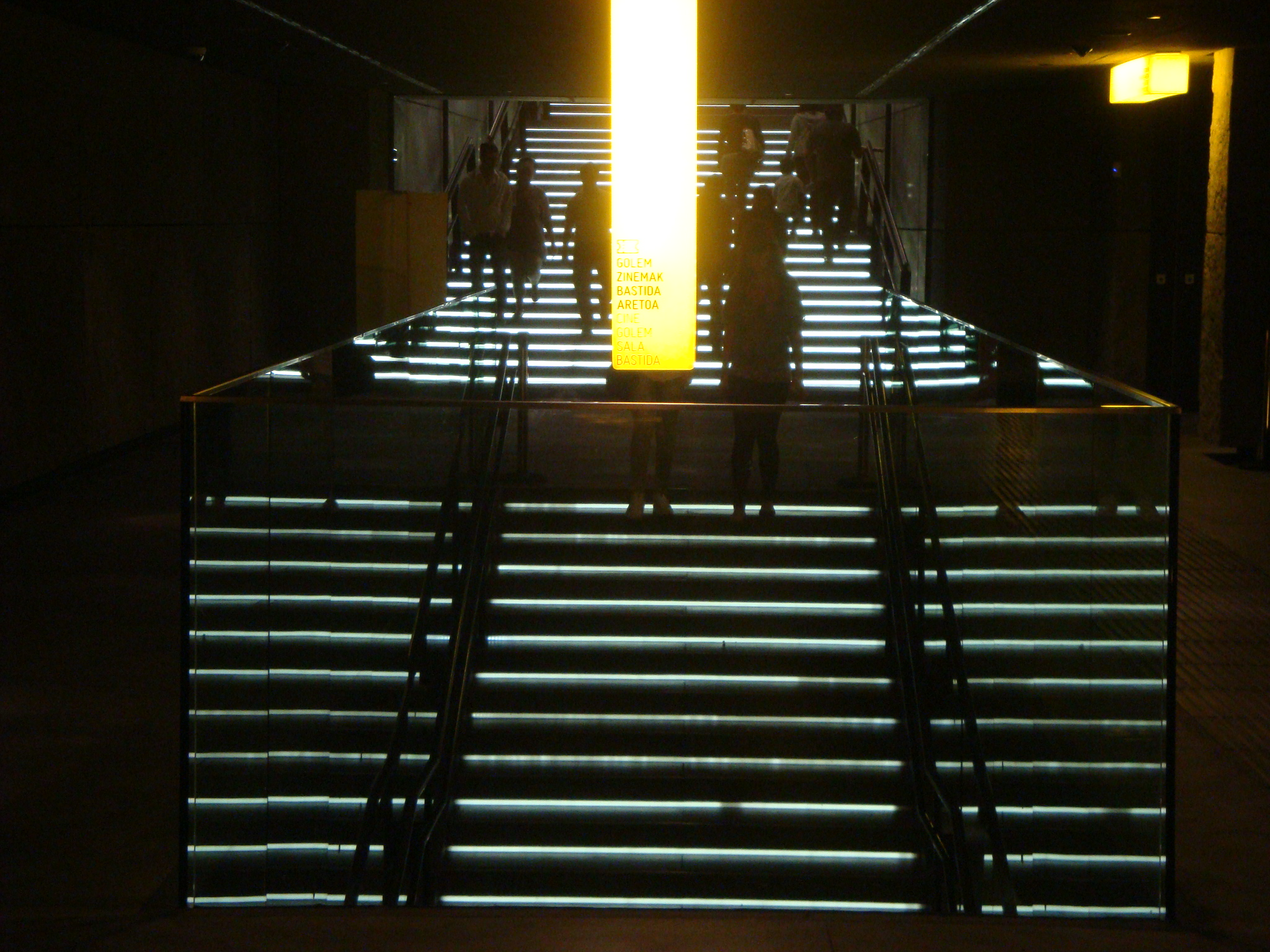
Acceso salas de cine